# Косоткел
Косотке́л (каз. Қосөткел) — село у складі Келеського району Туркестанської області Казахстану. Входить до складу Бірліцького сільського округу.
До 2008 року село називалося Соціалізм.
Населення — 299 осіб (2021; 204 у 2009, 274 у 1999, 403 у 1989).